# Parco Vergiliano
A Parco Vergiliano egy nyilvános park Nápolyban. A mergellinai vasúti pályaudvar és a Santa Maria di Piedigrotta templom között fekszik. A kis területű parkot Vergilius emlékére építették.

## Vergilius síremléke
Egy tábla a parkban azt hirdeti, hogy itt van a híres római költő sírja. Maga a síremlék egy egyszerű kőépítmény, mely az i.e. 1 századból származik. Valószínűleg egy ismeretlen római család kolumbáriuma volt, s csak a néphit helyezte ide Vergilius sírját. 1930-ban, a nagy költő születésének kétezer éves évfordulója alkalmával létesítették a parkot, melyben az összes őáltala leírt növény meghonosították.

## Leopardi síremléke
A park bejáratához közel van Giacomo Leopardi sírja, aki 1837-ben, a nagy kolerajárvány idején halt meg. A sír egy kis templom előcsarnokában áll.

## Galleria vecchia

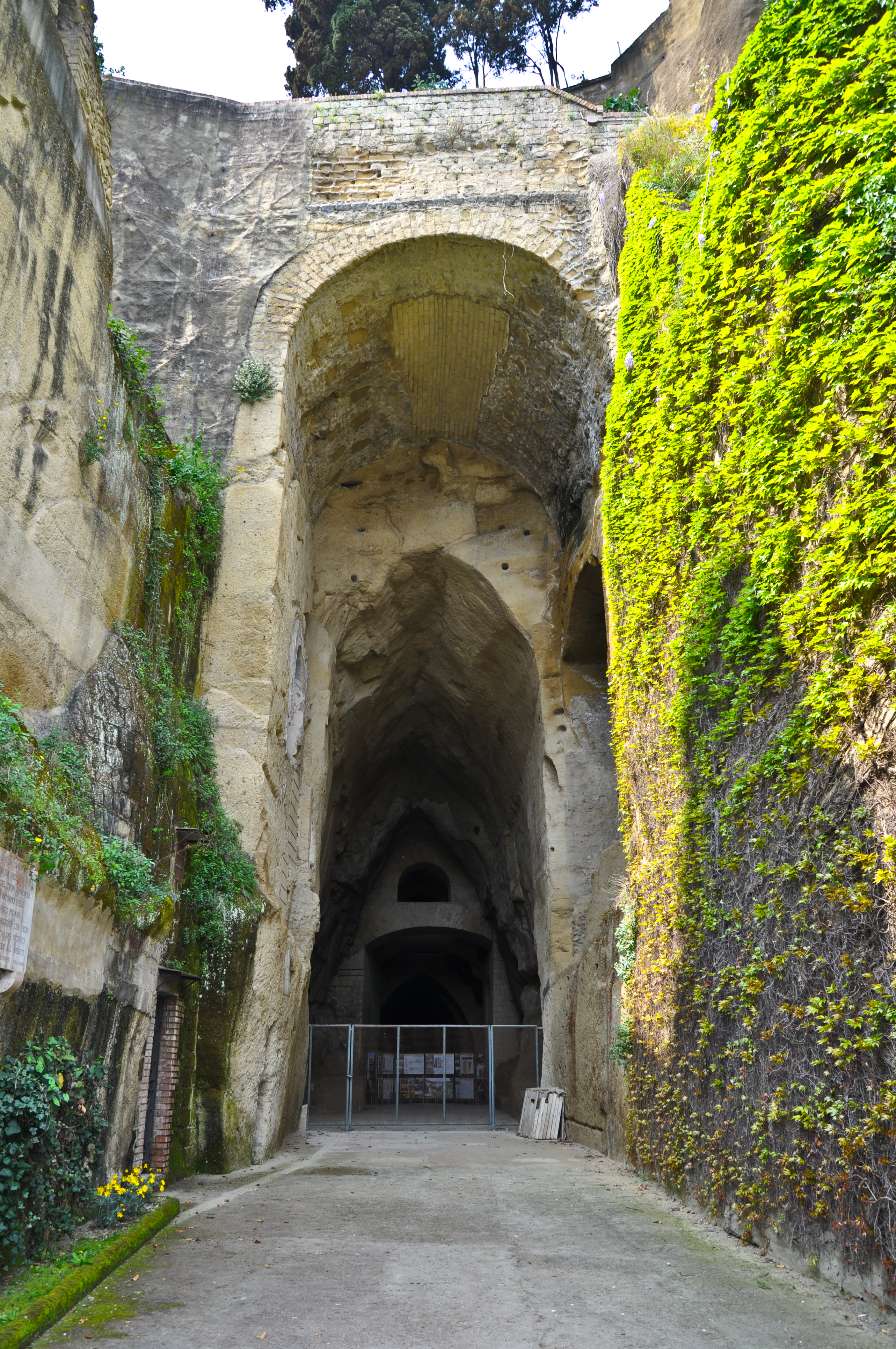
A grotta bejárata

A rómaiak Pozzuoli és Nápoly között Seianus tervei szerint egy utat építettek a Via Puteolanát és ennek megrövidítése érdekében egy alagutat fúrtak a Posillipói-domb alatt, az úgynevezett Galleria vecchiát. A legendák szerint az alagutat maga Vergilius – aki híres varázsló hírében állt – hozta létre. Valószínűbb azonban, hogy az alagút Lucius Cocceus Auctus, római mérnök műve. Többször is átépítették, ezért a 700 méter hosszú alagút bejárata elvesztette eredeti formáját. A nápolyiak ide helyezték a Brindisiben elhunyt Vergilius sírját, akinek Posillipón villája volt és aki saját maga jelölte meg temetkezési helyét tenet nuncs Parthenope, azaz Nápolyban vagyok most. Az antik grotta mintájára a 20. század első felében még két alagutat építettek a közlekedés lebonyolításának megkönnyítésére. A római alagutat lezárták, nem látogatható.
A grottához kapcsolódik két nápolyi negyed megnevezése: Piedigrotta („a grotta lábainál”) és a Fuorigrotta („a grotta végénél”).